# Федоров Олег Павлович
Федоров Олег Павлович (4 жовтня 1952 р., м. Київ, Українська РСР) - директор Інституту космічних досліджень НАН України та ДКА України, «Заслужений діяч науки і техніки України», Лауреати Державної премії України, член-кореспондент Міжнародної академії астронавтики.

## Освіта
В 1987 закінчив Київський державний університет ім. Т. Г. Шевченка, 1975 рік, загальна фізика.
Від 1983 р. кандидат фізико-математичних наук.
Від 1992 р. доктор фізико-математичних наук.

## Професійна діяльність
Федоров Олег Павлович — працював в Інституті металофізики НАН України на посаді провідного наукового співробітника, зав. лабораторії (1977 р.). Працював в Національному космічному агентстві України на посадах начальника відділу Національного космічного агентства України (з 1995 р.) та начальника управління Національного космічного агентства України (з 1999 р.). З 2009 року — директор Інституту космічних досліджень НАН України та ДКА України.

## Наукові досягнення
Відомий спеціаліст в галузі космічного матеріалознавства, автор більше 50 наукових праць (серед них — 2 монографії). Лауреат Державної премії України в галузі науки і техніки, член-кореспондент Міжнародної академії астронавтики. Значну увагу приділяє організації робіт з наукових космічних досліджень в Україні, реалізації міжнародних проектів. Федоров О. П. очолює роботи з підготовки російсько-української програми наукових та технологічних експериментів на борту Міжнародної космічної станції космічного експерименту «Потенціал» та  «Іоносат-Мікро».  
Під керівництвом Федорова О. П. Інститут увійшов до складу установ-виконавців міжнародної програми FP-7, створено міжнародні творчі колективи з виконання актуальних проектів з космічних досліджень (зокрема, з космічної погоди), виконуються спільні проекти НАН України та ДКА України. Представляє Україну у низці міжнародних організацій (зокрема, COSPAR — Комітет з космічних досліджень).

## Наукові праці
Найважливіших наукових праць директора Інституту космічних досліджень НАН України та НКА України Федорова Олега Павловича за період 1980–2013 рр.
- Федоров О. П. Процессы роста кристаллов: кинетика, формообразование, неоднородности. Наукова думка, Киев, 2010. С. 207.
- A. P. Shpak, O. P. Fedorov, E. L. Zhivolub, Y. J. Bersudskyy, O. V. Shuleshova. In-situ observation of solid-liquid interface during directional solidification in succinonitrile and pivalic acid. Microgravity Science and Technology, V.16, N1, 2005. P. 107–110.
- O.P. Fedorov. Cellular pattern during directional growth of a single crystal in a quasi-two-dimensional system. Journal of Crystal Growth. — 1995. — P.473-479.
- V. Korepanov, G. Lizunov, O. Fedorov, Yu. Yampolsky, V. Ivchenko. IONOSAT — Ionospheric satellite cluster. Advances in Space Research, 2008, V.42, N 9. P.1515-1522.

## Джерело
- «Україна визначає своє місце в світовій космонавтиці». Інтерв'ю з О. П. Федоровим(рос.)